# Château d'Oystermouth
Le Château d'Oystermouth (gallois : Castell Ystum Llwynarth) est un château normand en pierre au pays de Galles, surplombant la baie de Swansea sur le côté est de la péninsule de Gower près du village de Mumbles.

## Le premier château
Un certain nombre d'antiquaires affirment que le château normand est construit sur le site d'une ancienne fortification indigène. Les œuvres du XIXe siècle de Samuel Lewis et de Nicholas Carlisle désignent tous deux cette fortification comme le "Caer Tawy" de la littérature médiévale galloise. Le nom indique qu'un fort gallois (un Caer) a été construit ici pour garder la rivière Tawe bien avant la construction d'Oystermouth ou du château de Swansea par les Normands,.
Le premier château normand est fondé par Michael Jones du château d'Ogmore peu après 1106 à la suite de la prise de Gower par les Normands. En 1116 les Gallois de Deheubarth reprennent la Péninsule de Gower et forcent Michael à fuir son château. Il est reconstruit peu de temps après, mais est probablement de nouveau détruit en 1137 lorsque Gower est une fois de plus repris par les princes de Deheubarth. La famille Londres s'éteint finalement en 1215 lorsque Gower est de nouveau prise par les Gallois sous la direction de Llywelyn le Grand. En 1220, les Gallois sont chassés de la péninsule et le gouvernement d'Henri III d'Angleterre rend la baronnie de Gower à John de Braose qui reconstruit les châteaux de Swansea et d'Oystermouth.

## Entre les mains de Braose

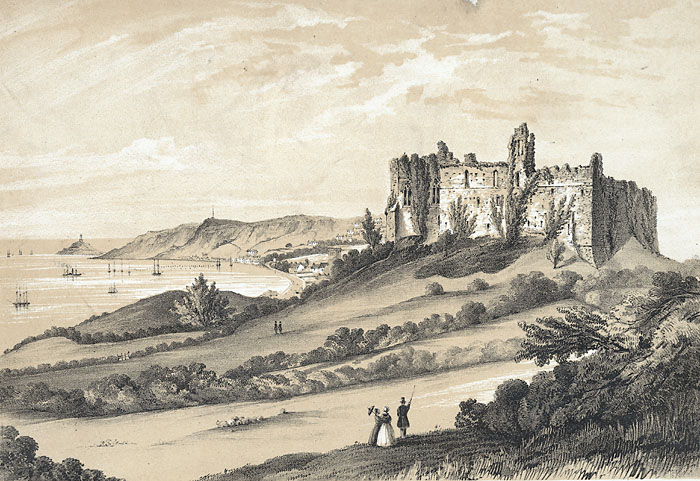
Château d'Oystermouth, avec son village et son phare, 1839

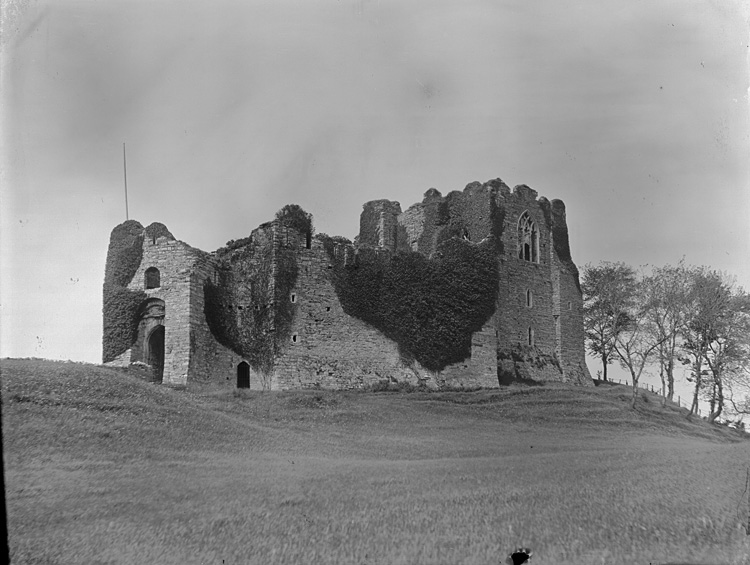
Une photographie des années 1910 par PB Abery.

Au XIIIe siècle, la famille Braose est seigneur de Gower et détient le château dans le cadre de leurs vastes propriétés foncières et titres, et d'autres châteaux dans les Marches galloises. La dynastie de Braose peut se permettre de reconstruire le château d'Oystermouth en pierre. Un haut mur-rideau est construit, des bâtiments internes ajoutés, une chapelle, des sous-sols, des bâtiments résidentiels à trois étages avec des cheminées et des garde-robes à chaque étage. Le château a toutes les caractéristiques résidentielles nécessaires pour vivre dans un certain confort et est également refortifié intelligemment. Vers la fin du siècle, Oystermouth plutôt que le château de Swansea devient leur résidence principale. Édouard Ier effectue une brève visite au château en décembre 1284.
En 1331, les seigneurs de Gower partent vivre ailleurs et le château perd de son importance au XIVe siècle.
La fille du dernier seigneur de Breos, Aline de Breos, qui améliore la chapelle pour en faire l'une des plus belles de tous les châteaux du sud du Pays de Galles, épouse John de Mowbray, et la seigneurie de Gower, dont le château d'Oystermouth, passe à la famille de Mowbrays par ce mariage, puis à la famille Herbert, et enfin aux Somerset, qui deviennent successivement marquis de Worcester et enfin ducs de Beaufort.

## Déclin et décadence
Après le Moyen Âge, le château tombe peu à peu en ruine. Une étude de Gower faite en 1650 décrit le château d'Oystermouth comme [a]n vieux château délabré d'aucune utilité, mais d'une situation très agréable. Il est représenté dans l'art au XVIIIe siècle comme une ruine pittoresque et est restauré par George Grant Francis dans les années 1840 alors que le château appartient au duc de Beaufort de l'époque.
En 1927, le duc de Beaufort donne le château à la Swansea Corporation ; aujourd'hui, le château est sous la responsabilité du conseil de la ville et du comté de Swansea.

## Restauration des années 2000
En 2009, l'Assemblée nationale du Pays de Galles annonce investir 19 millions £ dans les sites patrimoniaux du pays dans le but de stimuler le tourisme. Dans le cadre du programme, le château d'Oystermouth ferme ses portes en 2010 et rouvre au public en juillet de l'année suivante après une restauration d'un million de livres.

## Particularités du château

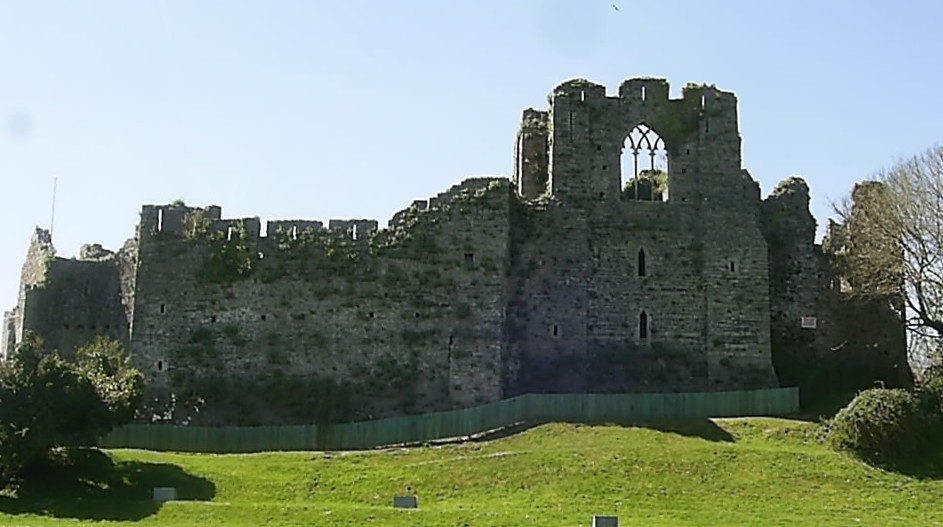
Château d'Oystermouth, montrant la guérite et la fenêtre de la chapelle

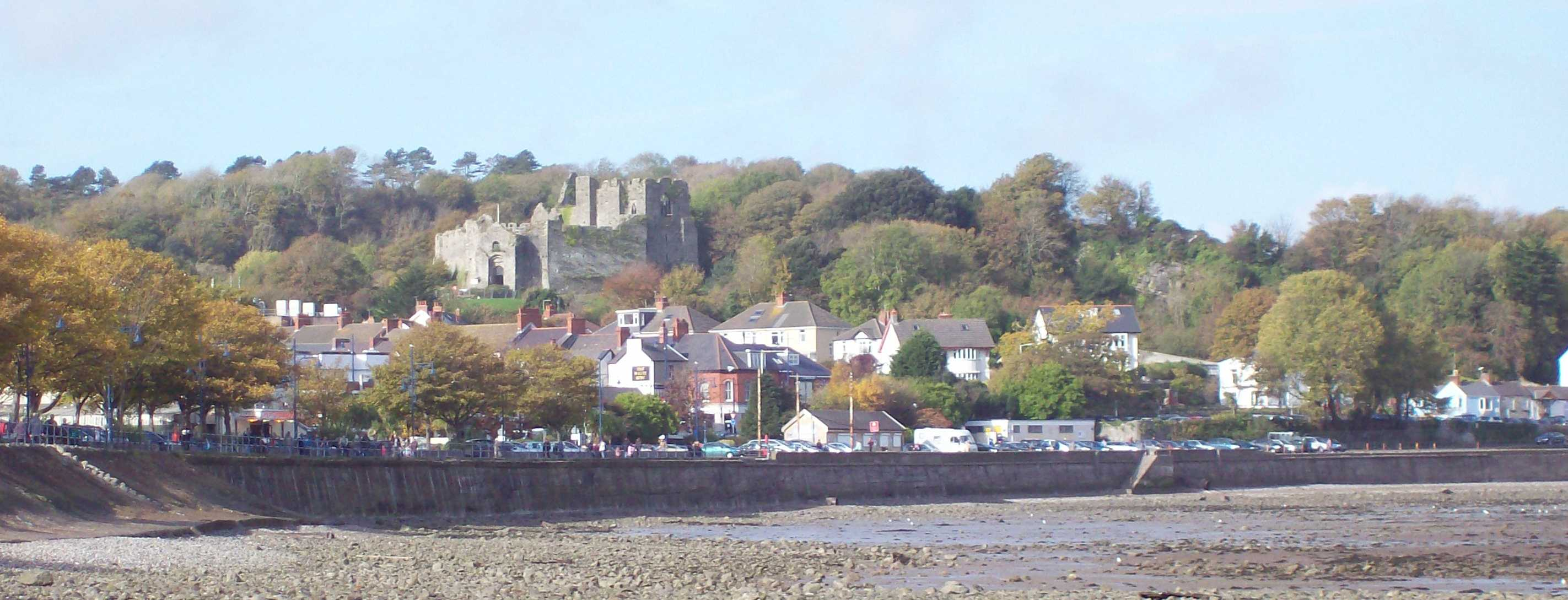
Château d'Oystermouth, depuis le village

De chaque côté de la porte d'entrée, les murs se courbent vers l'intérieur, ce qui montre qu'à un moment donné, il devait y avoir deux tours rondes construites dans la guérite. On ne sait pas si ceux-ci ont jamais été construits.
La chapelle (au deuxième étage du bloc de la chapelle) a des fenêtres tracées du XIVe siècle. Selon la tradition locale, la chapelle a été construite sous la direction d'Aline de Mowbray.
Des vestiges d'une peinture médiévale ornée datant du XIVe siècle ont récemment été découverts dans la chapelle. On pense que la peinture découverte a plus de 700 ans et a été repérée lors de travaux de conservation dans la zone de la chapelle de l'attraction historique. L'exposition aux éléments a fait des ravages sur la peinture au fil du temps, mais l'analyse des experts de Cadw suggère qu'il s'agit d'un auvent à double arc qui contient des figures d'anges. Certains des éléments clairs de la peinture qui restent comprennent une aile avec de multiples plumes et des formes circulaires qui forment une tête aux cheveux jaunes entourée d'un nimbe. On pense que la peinture est à la fois très importante et témoigne de la conception originale de la chapelle attribuée à Alina de Breos au début du XIVe siècle, qui faisait autrefois partie d'une œuvre d'art plus vaste.